# Probopyrus borrei
Probopyrus borrei is een pissebed uit de familie Bopyridae. De wetenschappelijke naam van de soort is voor het eerst geldig gepubliceerd in 1888 door Giard & Bonnier.